# Bengt Hidemark

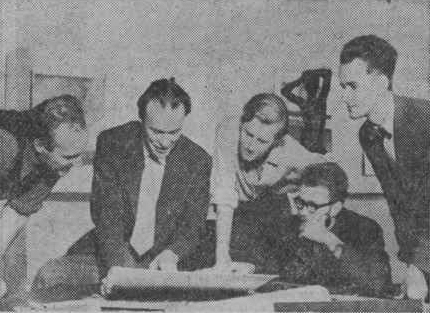
Bengt Hidemark (andra från vänster) studerar skolplaner

Bengt Åke Hilding Hidemark, född den 23 februari 1924 i Stockholm, död där 17 december 2016, var en svensk arkitekt. 

## Liv och verk

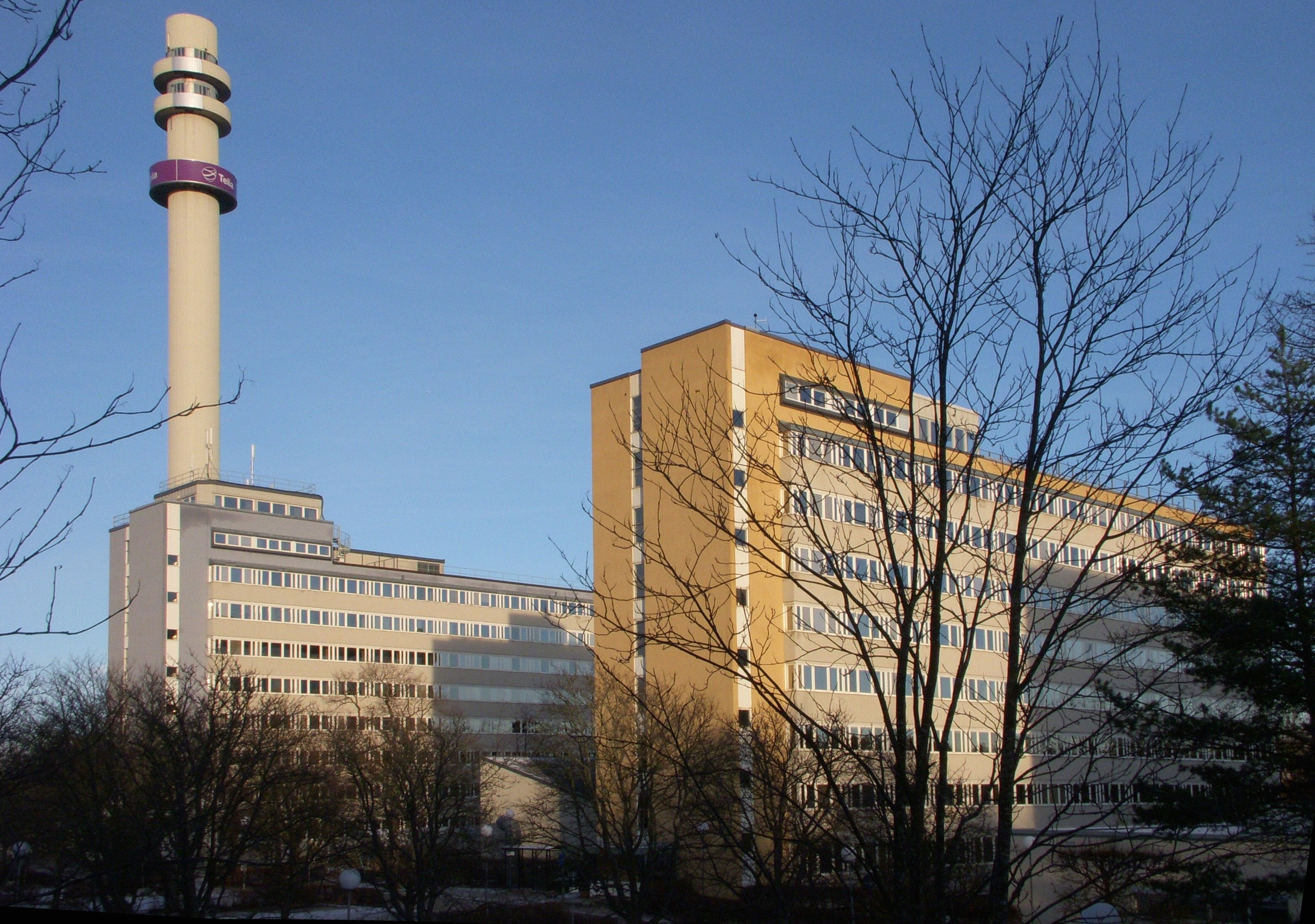
Televerkets förvaltningsbyggnader i Farsta.

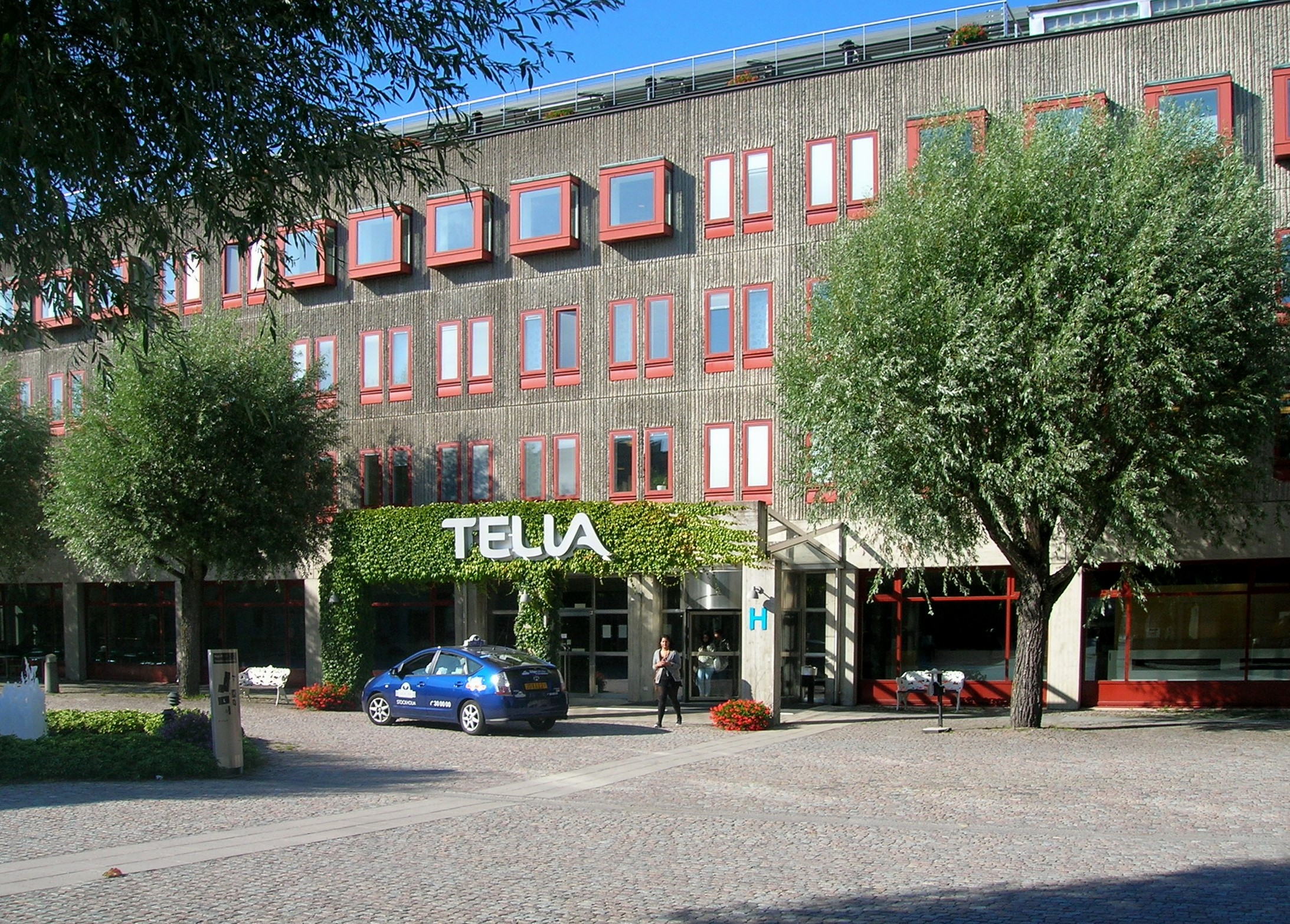
Televerkets förvaltningsbyggnader i Larsboda.

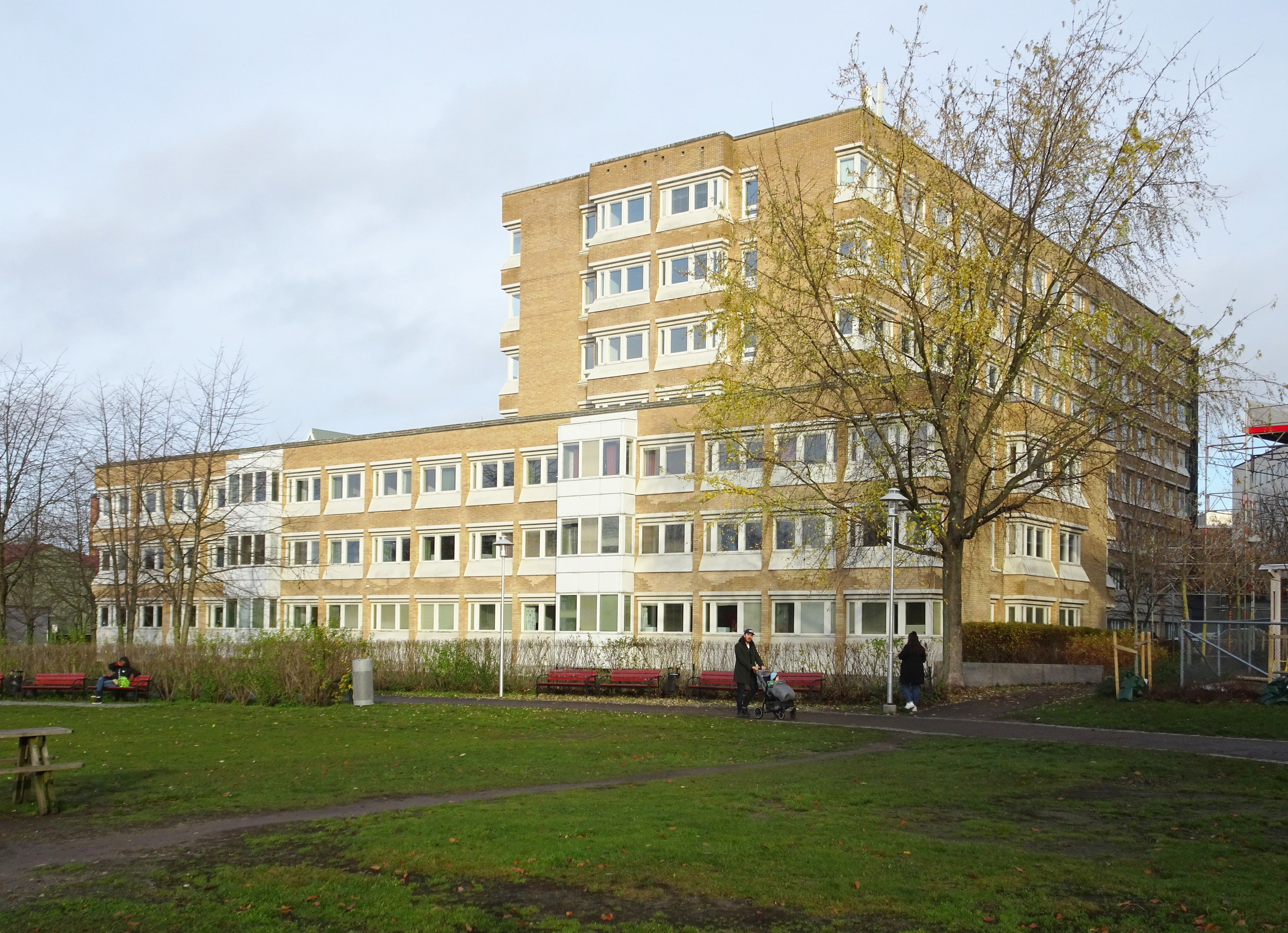
Kvarteret Rosteriet, fastigheten Rosteriet 8 hus 1 på Liljeholmen 1977–1991.

Hidemark utbildade sig först till byggnadsingenjör innan han mellan 1946 och 1949 genomförde sina arkitektstudier vid Arkitekturskolan KTH. Under denna tid mötte han Nils Tesch som handledare vilken han senare skulle komma att praktisera hos. Där mötte han även studiekamraten Lennart Holm som han kom att göra sitt examensarbete tillsammans med.
Efter avlagda studier startade han 1950 ett eget kontor. Under 1950- och 1960-talet var han flitigt anlitad i diverse industriprojekt med AB Svenska Shell som största uppdragsgivare med projekt i hela Sverige. I samband med detta utvecklade han flera rationella process- och konstruktionslösningar. 1962 startade han egen verksamhet tillsammans med Gösta Danielson.
Hidemark fick också flera uppdrag inom det statliga byggandet under 1970-talet. Exempelvis ritade han kontorslokaler åt Televerket i Farsta/Larsboda, södra Stockholm, 1969 (Televerkets förvaltningsbyggnader, Farsta), för vilket han tilldelades Kasper Salin-priset samma år.  Mellan 1972 och 1989 var Bengt Hidemark professor i Arkitektur (Särskild husbyggnad) vid Kungliga Tekniska högskolan i Stockholm. Efter 1970-talet har Hidemarks verksamhet främst handlat om utformandet av en- och flerbostadshus.
Hidemark var bror till arkitekten Ove Hidemark. Bengt Hidemark är gravsatt på Kungsholms kyrkogård i Stockholm.

## Verk i urval
- Billeruds AB, Säffle 1960–1962
- Linköpings elverk, 1962–1965
- Televerkets förvaltningsbyggnader, Farsta, 1969 (tillsammans med Gösta Danielson)
- SMHI, Norrköping 1973–1975
- Kvarteret Rosteriet (Rosteriet 6, hus 1 och Rosteriet 8, hus 1), Liljeholmen 1977–1991
- Bo 92, Örebro 1992